# Canthigaster punctata
Canthigaster punctata is een straalvinnige vissensoort uit de familie van kogelvissen (Tetraodontidae). De wetenschappelijke naam van de soort is voor het eerst geldig gepubliceerd in 1992 door Matsuura.